# Perui magyarok

Magyarország és Peru a térképen

## Történelmi áttekintés
A Peruba irányuló magyar bevándorlás kezdetei a 18. századra nyúlnak vissza, amikor a főként jezsuita források szerint számos szerzetes érkezett a Perui Alkirályságba a Magyar Királyság területéről, többek között Éder Xavér Ferenc, Zakariás János, Brentán Károly és Rér János. Utóbbi matematikusként dolgozott az amerikai kontinens egyik legrégebbi egyetemén, a limai Szent Márk Egyetemen, és az ő tervei alapján épülhetett újra a limai székesegyház és a surcói Szent Jakab-templom az 1746-os pusztító limai földrengés után.
A 20. század folyamán a magyar migráció új hulláma indult Peruba, különösen a második világháború alatt és után, illetve 1956-ban. E bevándorlók közé tartozott Ébneth Lajos, a Bauhaus elismert művésze, akinek alkotásai a mirafloresi Salazar Parkban és chaclacayói otthonában tekinthetők meg. A Peruba vándorolt magyarok túlnyomó többsége Limában telepedett le, de néhányan eljutottak a közép-perui őserdőig, ahol részt vettek olyan települések megalapításában, mint Villa Rica, Satipo és Mazamari.

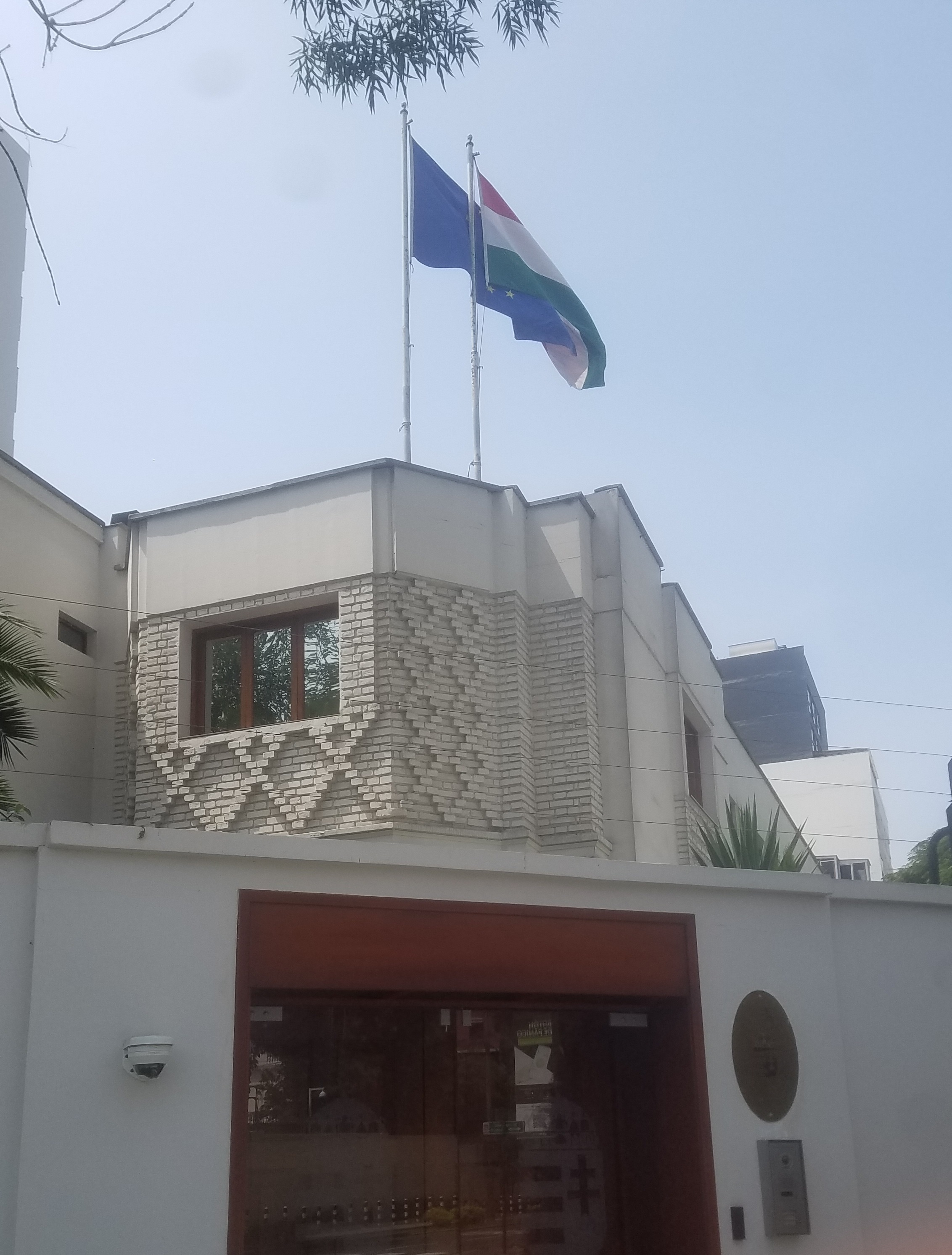
Magyarország Limai Nagykövetségének épülete

Formálisan Magyarország és Peru 1969-ben létesített diplomáciai kapcsolatokat, erre emlékezve a perui Kongresszus kezdeményezésére 2024 óta augusztus 16-án ünneplik a magyar–perui barátság napját. Magyarország nagykövetséget tart fenn Limában, a nagykövet 2023. április óta Beck András, Peru budapesti nagykövetségét ugyancsak 2023. április óta Edgard Pérez Alván vezeti.

## Perui magyarok ma
Jelenleg a perui magyar közösség országosan ismert tagjai többek között:
- Ruth Shady régész-antropológus, a carali civilizáció legelismertebb kutatója,
- Miklós Lukács de Perény akadémikus, konzervatív politikai elemző,
- László Kovács népszerű televíziós színész,
- Amaranta Kun színházi és filmszínésznő,
- Antonella León (@antoleon13) szerző és influencer,
- Alberto Baják Miranda politikus.

A perui magyarokat tömörítő diaszpóraszervezet az 1939. augusztus 20-án alapított és 2024. október 17-én újraalakult Perui Magyar Kör, amely a magyar kultúrát és hagyományokat népszerűsíti az országban. Elnöke Ferencz Kinga.

## Fordítás
Ez a szócikk részben vagy egészben  az   Inmigración húngara en Perú című spanyol Wikipédia-szócikk ezen változatának fordításán alapul.  Az eredeti cikk szerkesztőit annak laptörténete sorolja fel. Ez a jelzés csupán a megfogalmazás eredetét és a szerzői jogokat jelzi, nem szolgál a cikkben szereplő információk forrásmegjelöléseként.